# Воскресенское Новое
Воскресенское Новое — село в Лухском районе Ивановской области России, входит в состав Порздневского сельского поселения.

## География
Расположено на берегу реки Добрица в 17 км на северо-восток от районного центра посёлка Лух.

## История
В 1827 году в селе на средства прихожан была построена каменная Воскресенская церковь с колокольней и оградой, престолов было 3.
В XIX — первой четверти XX века село являлось центром Ново-Воскресенской волости Юрьевецкого уезда Костромской губернии, с 1918 года — Иваново-Вознесенской губернии.
С 1935 года село являлось центром Нововоскресенского сельсовета Лухского района Ивановской области, с 2005 года — в составе Порздневского сельского поселения. 
До 2015 года в селе действовала Ново-Воскресенская основная школа.

## Население
| 1872 | 1897 | 1907 | 2002 | 2010 |
| ---- | ---- | ---- | ---- | ---- |
| 125  | ↗158 | ↘152 | ↘46  | ↘40  |

## Достопримечательности
В селе расположена недействующая Церковь Воскресения Христова (1827)